# Volume d'univers

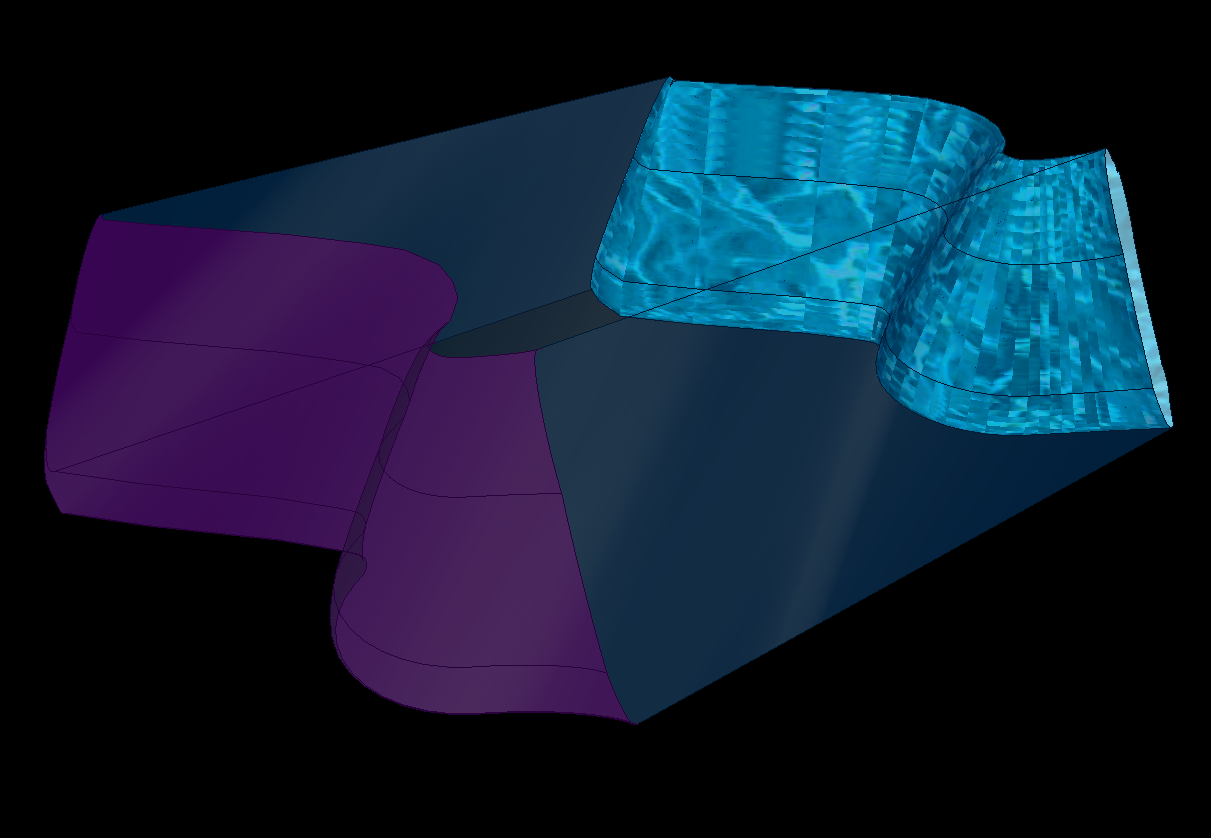
Une partie du volume d'univers d'une 3-brane. Cette image est une représentation dans le temps.

En physique théorique, le volume d'univers d'un objet est sa trajectoire unique dans l'espace-temps. Au même titre que la ligne d'univers d'une particule ponctuelle ou la surface d'univers engendrée par une corde, le volume d'univers d'une brane constitue le volume quadridimensionnel (3 dimensions spatiales et 1 dimension temporelle) engendré par le mouvement de cette brane dans l'espace-temps. 

Il s'agit donc de la généralisation des lignes d'univers aux branes.